# Rață mică siberiană
Rața mică siberiană (Mareca falcata) este o rață din Palearctica de est (din estul Siberiei și Mongolia până în nordul Japoniei; iernează până în India).

## Taxonomie
Cea mai apropiată rudă a acestei specii este rața pestriță. Specia a fost atribuită genului Mareca după ce, în 2009, s-a constatat că plasarea sa anterioară în genul Anas era parafiletică. Există multe specii care au linii de ADN mitocondrial care sunt amestecate filogenetic cu alte specii, însă studiile au testat rareori cauza unei astfel de parafilii. 

## Galerie

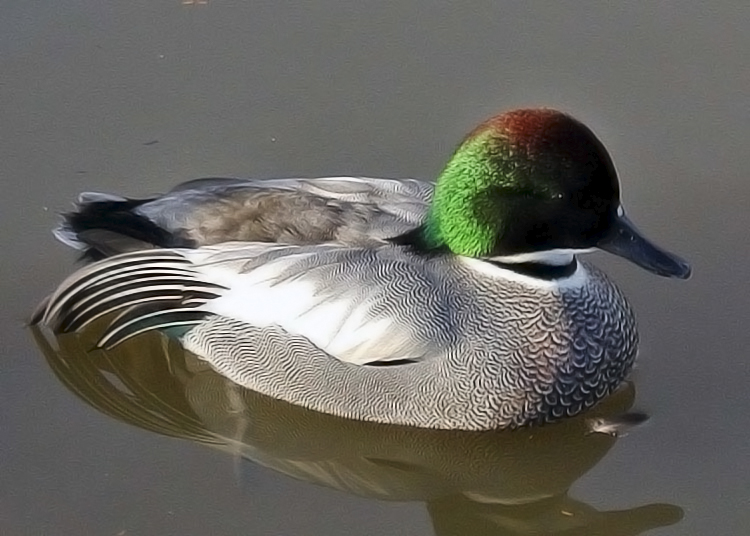
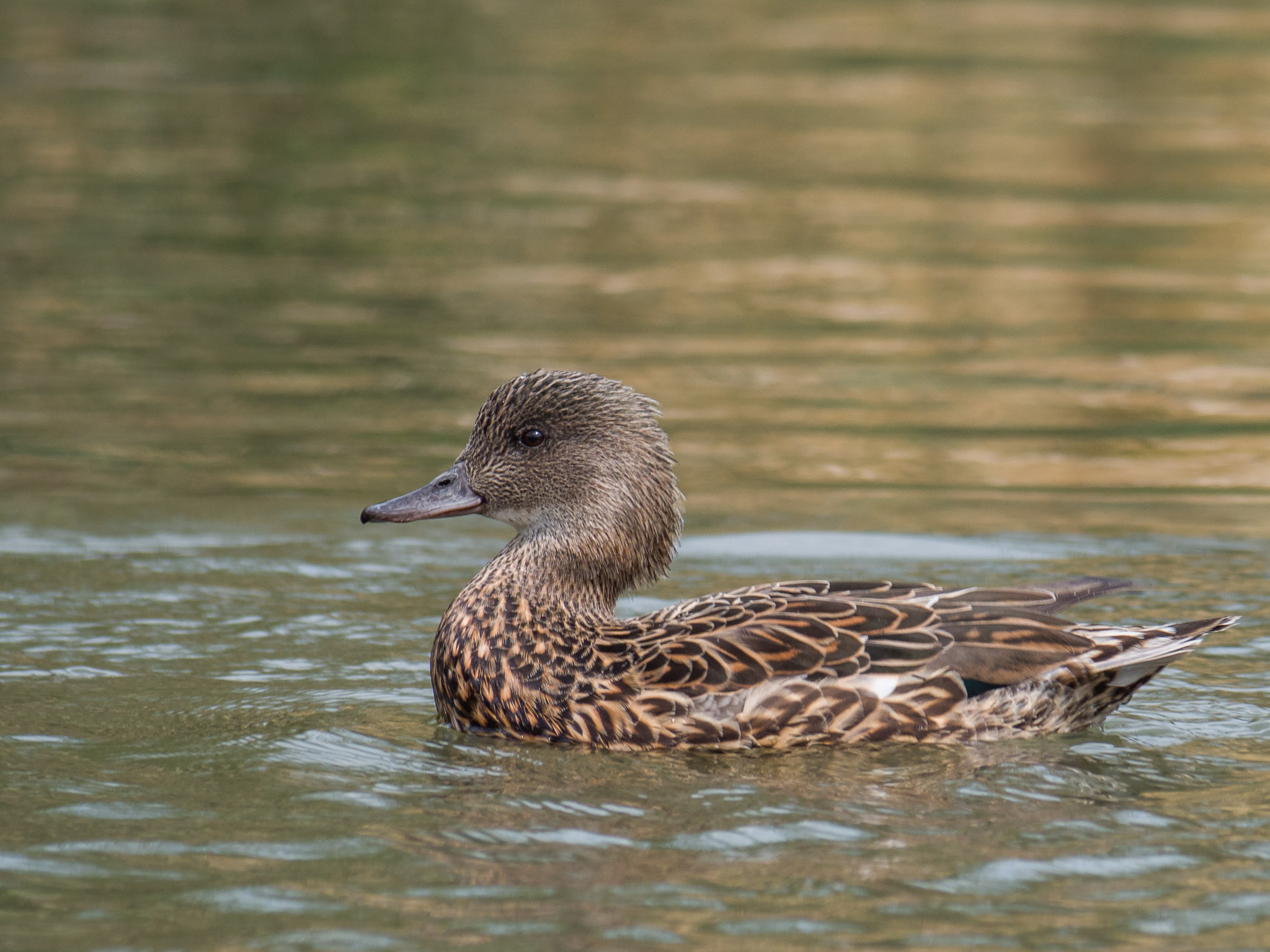
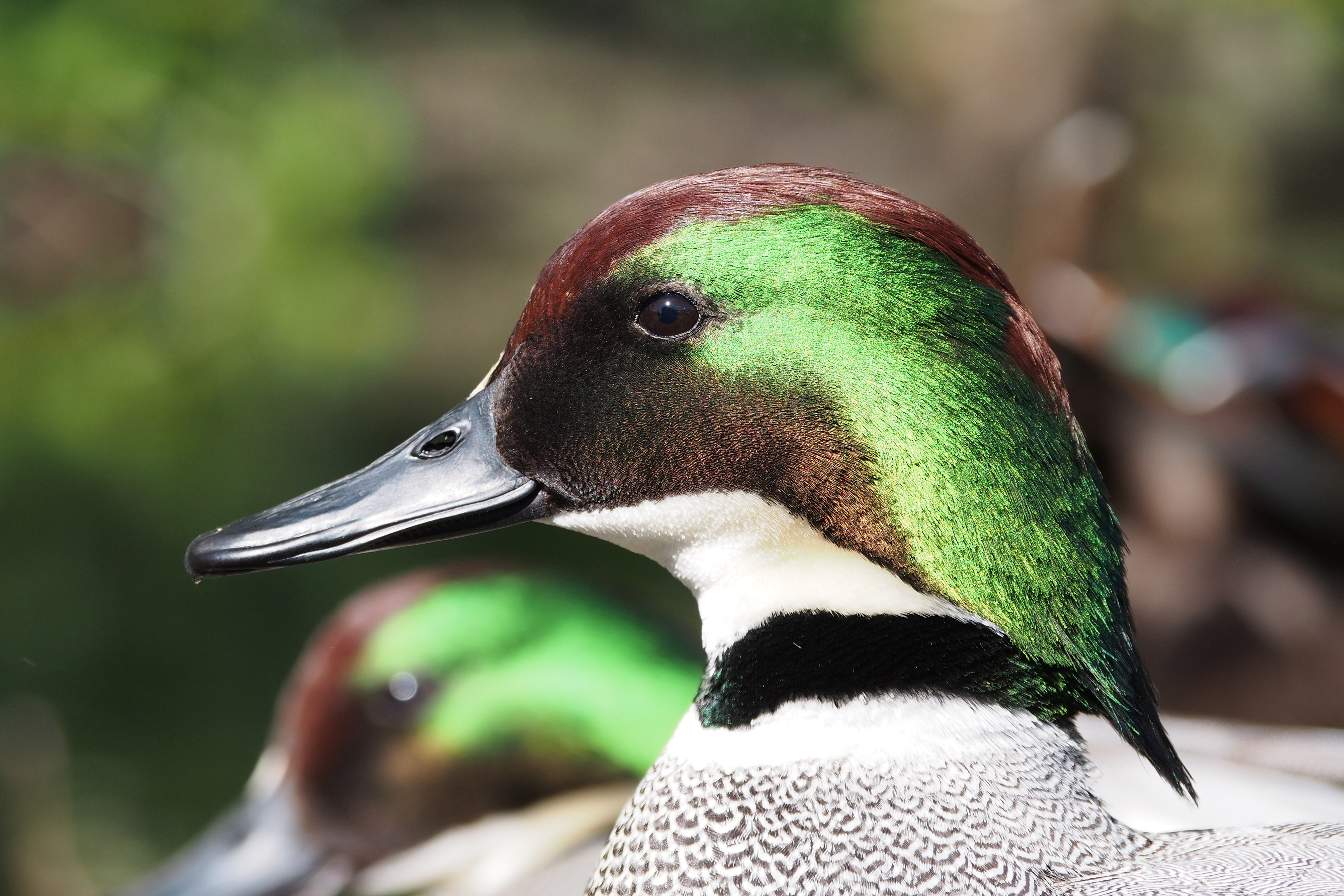